# John Hickenlooper
John Hickenlooper (Narberth, Pennsilvània, 7 de febrer de 1952) és un polític estatunidenc del Partit Demòcrata dels Estats Units. Des de gener de 2011 ocupa el càrrec de governador de Colorado.
El 2019 va anunciar la seva candidatura a les primàries demòcrates a la presidència dels Estats Units. Va retirar la seva candidatura el 15 d'agost i al cap d'una setmana va anunciar que es presentava a les eleccions del Senat per Colorado contra l'actual senador republicà Cory Gardner.